# Cisowiec
Cisowiec – wieś w Polsce położona w województwie podkarpackim, w powiecie leskim, w gminie Baligród.
Pierwsza wzmianka o istnieniu osady pochodzi z roku 1552. Liczyła wówczas 17 gospodarstw i funkcjonował na jej terenie młyn. Pierwotnie nazwa wsi brzmiała Thisowiecz (1552 r.) i Cisów (1553 r.), a nazwa Cisowiec pojawiła się dopiero w dokumentach z roku 1567.
W połowie XIX wieku właścicielem posiadłości tabularnej w Cisowcu był Stanisław Grodzicki.
W latach dwudziestych XX wieku wieś zamieszkiwały 183 osoby w 32 domach, głównie wyznania greckokatolickiego. Po II wojnie światowej wieś wysiedlono. Dziś zamieszkuje ją około 50 osób, zajmujących się rolnictwem i leśnictwem. We wsi, na wzgórzu obok leśniczówki, znajduje się mały kościółek rzymskokatolicki stojący na placu cerkiewnym w pobliżu dawnego cmentarza greckokatolickiego. Niedaleko jest też murowana kapliczka.
W latach 1975–1998 miejscowość administracyjnie należała do województwa krośnieńskiego.